# Gare de Verkhniï Tokmak I
La gare de Verkhniï Tokmak I, (ukrainien : Верхній Токмак I) est une gare ferroviaire ukrainienne située à proximité de Tchernihivka.

## Situation ferroviaire
Elle se situe sur un important nœud ferroviaire vers Sinya Hora, Nelhivka, Tokmak II et Berdiansk.

## Histoire
Elle fut construite en 1898 sur la ligne Berdiansk-Tchaplyne.